# Podabrus shimashimanus
Podabrus shimashimanus is een keversoort uit de familie soldaatjes (Cantharidae). De wetenschappelijke naam van de soort werd in 1989 gepubliceerd door Takehiko Nakane & Makino.